# Zentrum für Volksmusik, Literatur und Popularmusik des Bezirks Oberbayern
Das Zentrum für Volksmusik, Literatur und Popularmusik des Bezirks Oberbayern (ZeMuLi) mit Sitz in Bruckmühl in Oberbayern ist eine Einrichtung zur Sammlung, Erforschung und Vermittlung regionaler Musikkulturen und Literaturen. Es geht auf das Volksmusikarchiv des Bezirks Oberbayern zurück, das 1985 aus mehreren privaten Sammlungen gegründet wurde. Die Tätigkeit des Archivs steht in der Tradition der seit 1973 vom Bezirk geförderten systematischen Volksmusikpflege. Mit der Berufung von Wastl Fanderl zum ersten Volksmusikpfleger begann eine institutionalisierte Dokumentation regionaler musikalischer Überlieferungen.
Die Zusammenführung von Volksmusikpflege und Archiv erfolgte im Jahr 1996. Seit 1999 sind beide Bereiche im ehemaligen Krankenhaus des Marktes Bruckmühl untergebracht. 2017 erwarb der Bezirk Oberbayern den Gebäudekomplex samt angrenzender Liegenschaften. Mit dieser Erweiterung wurde die Grundlage für eine strukturelle und bauliche Neuausrichtung geschaffen. Im selben Jahr wurde das Archiv mit dem Heimatpreis Bayern ausgezeichnet.
Am 1. November 2020 erfolgte die Umbenennung der Einrichtung in „Zentrum für Volksmusik, Literatur und Popularmusik“, verbunden mit der Etablierung zusätzlicher Arbeitsbereiche. Neben der Volksmusikpflege und der 2013 gegründeten Sparte Popularmusik wurde die Literatur als vierte Säule aufgenommen. Das Archiv bewahrt umfangreiche Nachlässe u. a. von Kiem Pauli, Wastl Fanderl und Annette Thoma. Die Bestände umfassen Lied- und Musikhandschriften, eine Schellackplattensammlung sowie Musikinstrumente.
Ein öffentlich zugängliches Liedverzeichnis stellt seit 2018 Informationen zu älteren populären Liedern bereit. Die Volksmusikpflege berücksichtigt auch Minderheitenkulturen und aktuelle musikalische Entwicklungen. Das Zentrum bietet Fachberatung für Musiker und andere Kreativschaffende, insbesondere im Hinblick auf die Entwicklung beruflicher Perspektiven und unternehmerischer Kompetenzen im Musikbereich. Ein weiterer Schwerpunkt liegt auf der Konzeption und Umsetzung interdisziplinärer Projekte in Kooperation mit Akteuren aus Wirtschaft, Bildung und internationalen Kulturinstitutionen. Die wissenschaftliche Arbeit widmet sich der Analyse und Entwicklung neuer Berufsfelder innerhalb der Musik- und Kreativbranche. Die Literatursparte befasst sich mit Dialekten, Liedtexten und regionaler Literaturgeschichte.